# Niklas Landgraf
Niklas Landgraf (* 1. März 1996 in Chemnitz) ist ein deutscher Fußballspieler, der seit 2017 beim Halleschen FC unter Vertrag steht.

## Karriere
Landgraf begann seine Karriere in seiner Heimatstadt beim TSV IFA Chemnitz. Nach einem Wechsel zum Chemnitzer FC gelangte er 2010 zu Dynamo Dresden. Dort durchlief er verschiedene Jugendmannschaften, ehe er in der Saison 2014/15 in der NOFV-Oberliga Süd für die zweite Mannschaft von Dynamo Dresden debütierte. Zu Beginn der Saison 2015/16 stieß Landgraf zum Profikader. Sein Pflichtspieldebüt bei der ersten Mannschaft in der 3. Fußball-Liga absolvierte er am 16. April 2016 beim 2:2-Unentschieden gegen den 1. FC Magdeburg, als er in der Nachspielzeit für Jim-Patrick Müller eingewechselt wurde. Mit dem Verein gelang Landgraf am Ende der Saison 2015/16 der Aufstieg in die 2. Fußball-Bundesliga, wo er in der folgenden Saison zu einem Einsatz in der Liga kam, ehe er zum Drittligisten Hallescher FC wechselte. Bei den Hallensern entwickelte er sich Landgraf in den folgenden Jahren zum Stammspieler. Verpasste er den Saisonstart 2017/18 noch aufgrund einer Innenbandverletzung, absolvierte er im Saisonverlauf schlussendlich 18 Ligaspiele. In der Saison 2018/19 verpasste er lediglich das Spiel gegen den FSV Zwickau aufgrund einer Gelbsperre und war für die Abwehr ansonsten gesetzt. Nachdem die Saison 2020/21 etwas durchwachsener verlaufen und Landgraf nicht mehr in allen Spielen für die Startelf gesetzt war, änderte sich dieser Status in der Saison 2021/22 wieder. Im April 2022 verlängerte er seinen Vertrag um drei weitere Jahre bis Sommer 2025.

## Erfolge
- 2016: Aufstieg in die 2. Fußball-Bundesliga mit der SG Dynamo Dresden als Meister der 3. Liga